# Januário Machaze Nhangumbe
Januário Machaze Nhangumbe (* 20. August 1934 in Panda) ist ein mosambikanischer Geistlicher und emeritierter römisch-katholischer Bischof von Pemba.

## Leben
Januário Machaze Nhangumbe empfing am 22. Dezember 1962 die Priesterweihe.
Papst Paul VI. ernannte ihn am 15. Januar 1975 zum Bischof von Porto Amélia. Die Bischofsweihe spendete ihm der Kardinalpräfekt der Kongregation für die Evangelisierung der Völker, Agnelo Rossi, am 9. März desselben Jahres; Mitkonsekratoren waren Eduardo André Muaca, Bischof von Malanje, und Laurean Kardinal Rugambwa, Erzbischof von Daressalam.
Von seinem Amt trat er am 8. November 1993 zurück.